# Irvine Welsh
Irvine Welsh (Leith, Edinburgh, 27 september 1958) is een Schotse schrijver.
Welsh is een zogeheten undergroundauteur die meteen dankzij zijn debuut Trainspotting ook buiten het undergroundmilieu tevoorschijn is gekomen. Deze roman werd een succes met een verfilming tot gevolg (door Danny Boyle).  
In 2021 werd in het VK een tv-bewerking van zijn roman Crime gelanceerd als een serie van 6 afleveringen met Dougray Scott als detective Lennox. Dit is de eerste tv-bewerking die ooit is gemaakt op basis van een boek van Irvine Welsh.
Welsh treedt ook op als acteur in de films die naar zijn boeken zijn gemaakt.
- In Trainspotting speelt hij drugsdealer Mikey Forrester.
- In Acid House speelt hij Parkie.
- In Ecstasy speelt hij ook een kleine rol.

Welsh was ook de regisseur van de videoclip van het nummer Atlantic van de Engelse band Keane.

## Werken
- Trainspotting (Trainspotting, 1993) Rogner & Bernhard, 1996
- Acid House (The Acid House, 1994)
- Marabou Stork Nightmares (Marabou Stork Nightmares, 1995)
- Ecstasy (Ecstasy: Three Tales of Chemical Romance, 1996)
- Smeris (Filth, 1998)
- Lijm (Glue, 2001)
- Porno (Porno, 2002)
- De bedgeheimen van de topkoks (The Bedroom Secrets of the Master Chefs, 2006)
- If You Liked School, You'll Love Work (If You Liked School, You'll Love Work, 2007)
- Crime (2008)
- Reheated Cabbage (2009)